# Zhang Xindan
Pour les articles homonymes, voir Zhang.
Zhang Xindan est une joueuse de hockey sur gazon chinoise évoluant au poste d'attaquante,.

## Biographie
Xindan est née le 3 août 1997 en Chine.

## Carrière
Elle a fait des débuts en équipe nationale pour concourir à la Coupe d'Asie 2017 à Kakamigahara.

## Palmarès
- : 1re aux Jeux olympiques de la jeunesse en 2014.
- : 2e au Coupe d'Asie en 2017.
- : 3e au Champions Trophy d'Asie en 2021.